# Klášter Alcobaça
Klášter Alcobaça je rozsáhlý cisterciácký klášter zapsaný na Seznamu světového dědictví UNESCO s největším gotickým kostelem v Portugalsku.

## Historie kláštera
Klášter Alcobaça byl založen na oslavu vítězství nad Maury u Santarému prvním portugalským králem Alfonsem I. roku 1153 a dále rozšiřován králem Dinisem I. Zakládající cisterciácký konvent byl vyslán z mateřského kláštera Clairvaux ve Francii. Jeho dceřinými kláštery byly klášter Tomaraes (založený roku 1172), klášter Maçeira-Dao (1188), klášter Bouro (1195), klášter Estrella (1220) a klášter Sao Paulo de Frades (1221).
Klášter Alcobaça zároveň sloužil jako hrobka panovníků:
- Alfons II. zv. Tlustý († 1223)
- Alfons III. zv. Boloňan († 1279)
- Urraca Kastilská († 1220)
- královna Beatrix († 1303)
- malí princové Fernando (1260-1262) a Vincent (1268-1271), synové Alfonse III. a Beatrix
- princ Sancho
- Petr I. († 1367)
- Inés de Castro († 1355)

## Fotogalerie

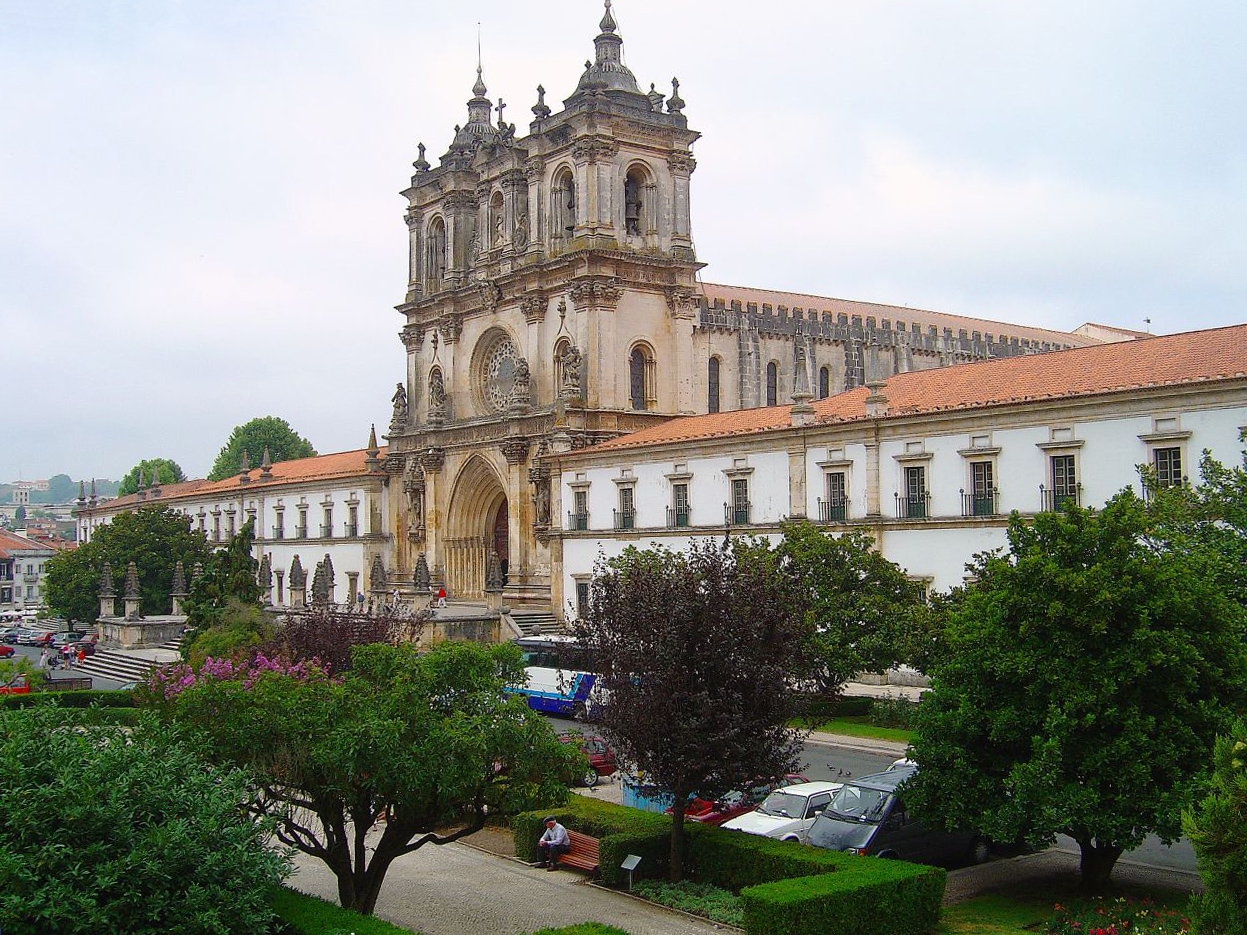
hlavní průčelí kláštera
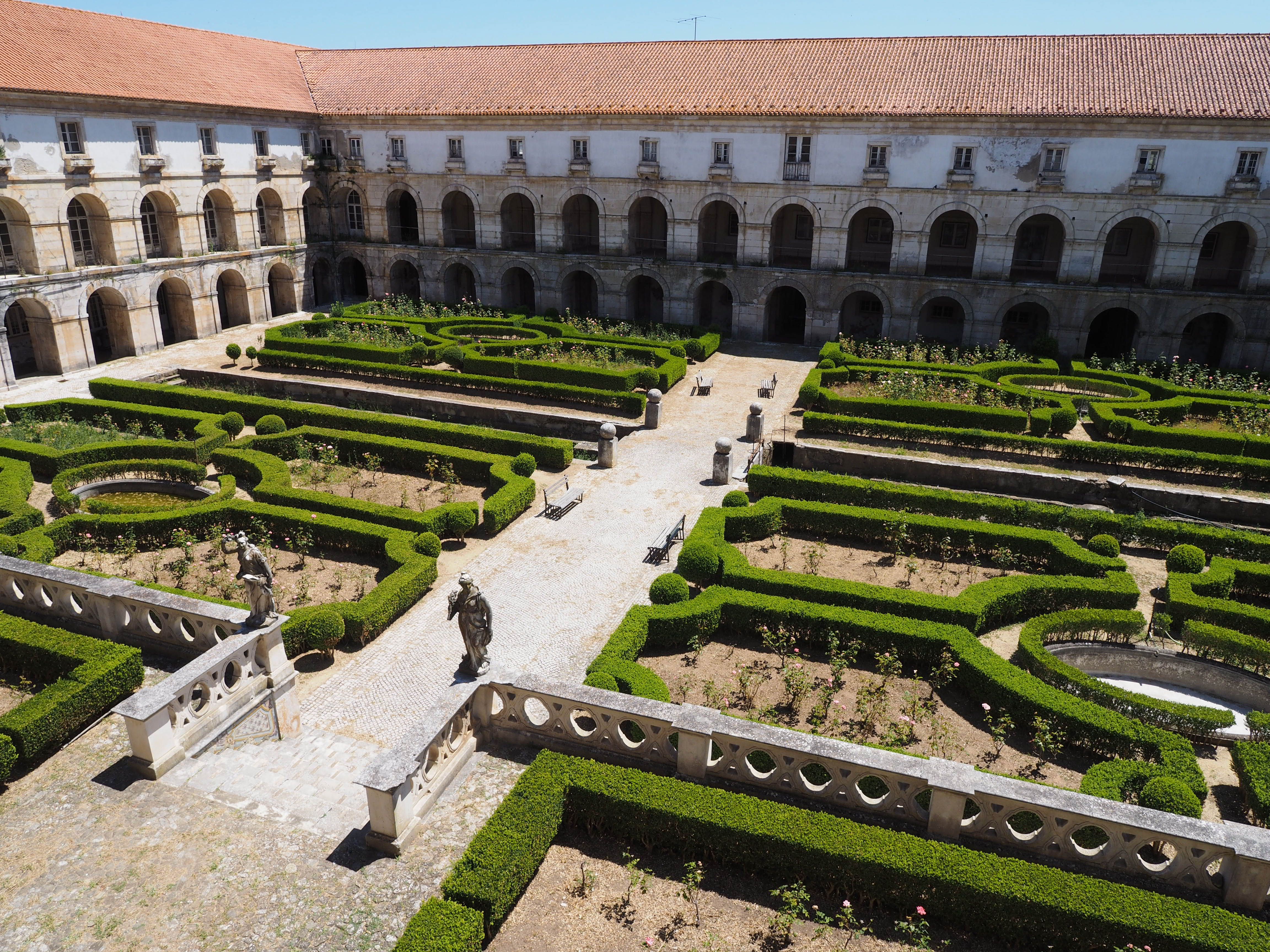
rajský dvůr
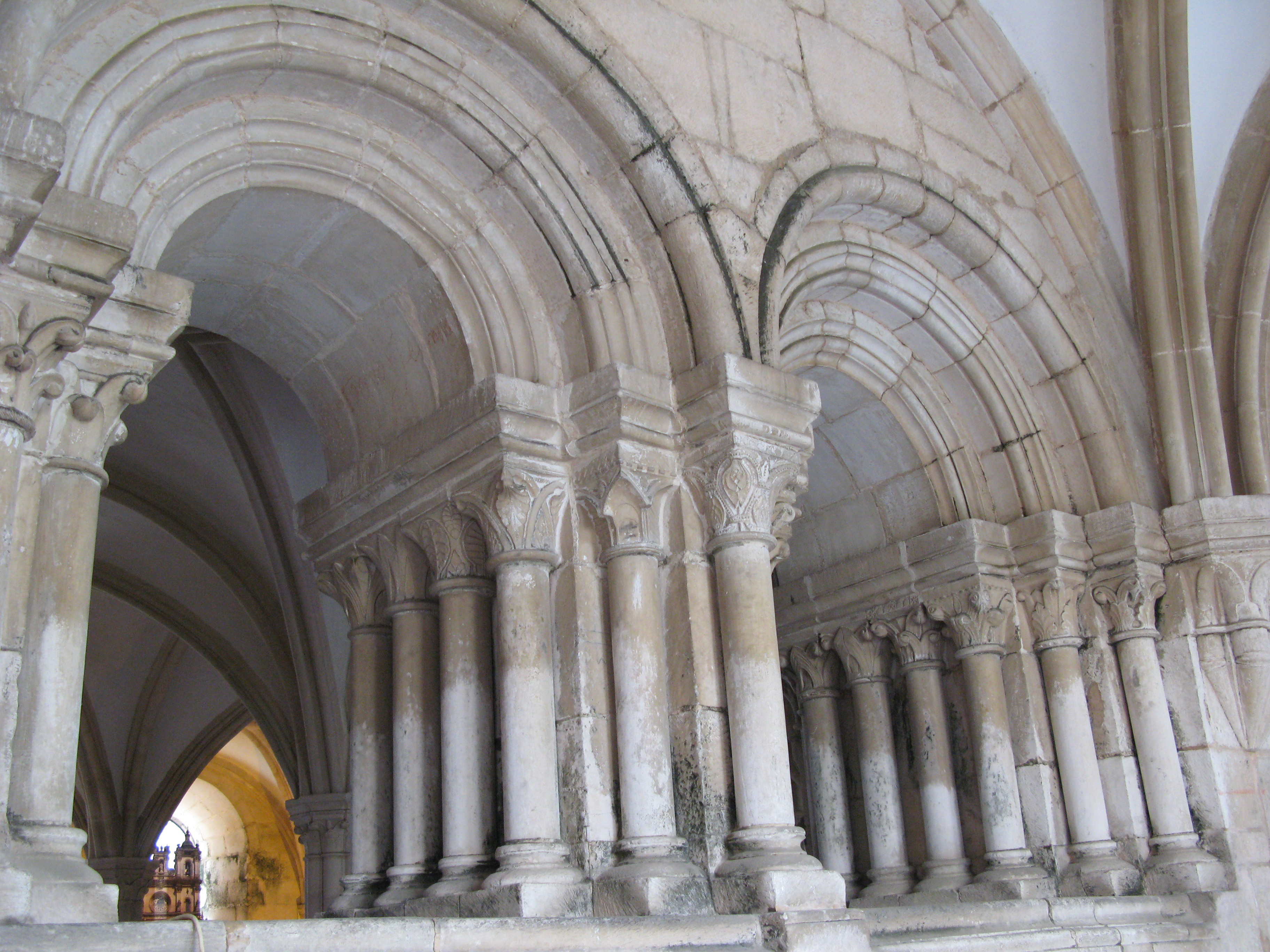
vstup do místní kaple
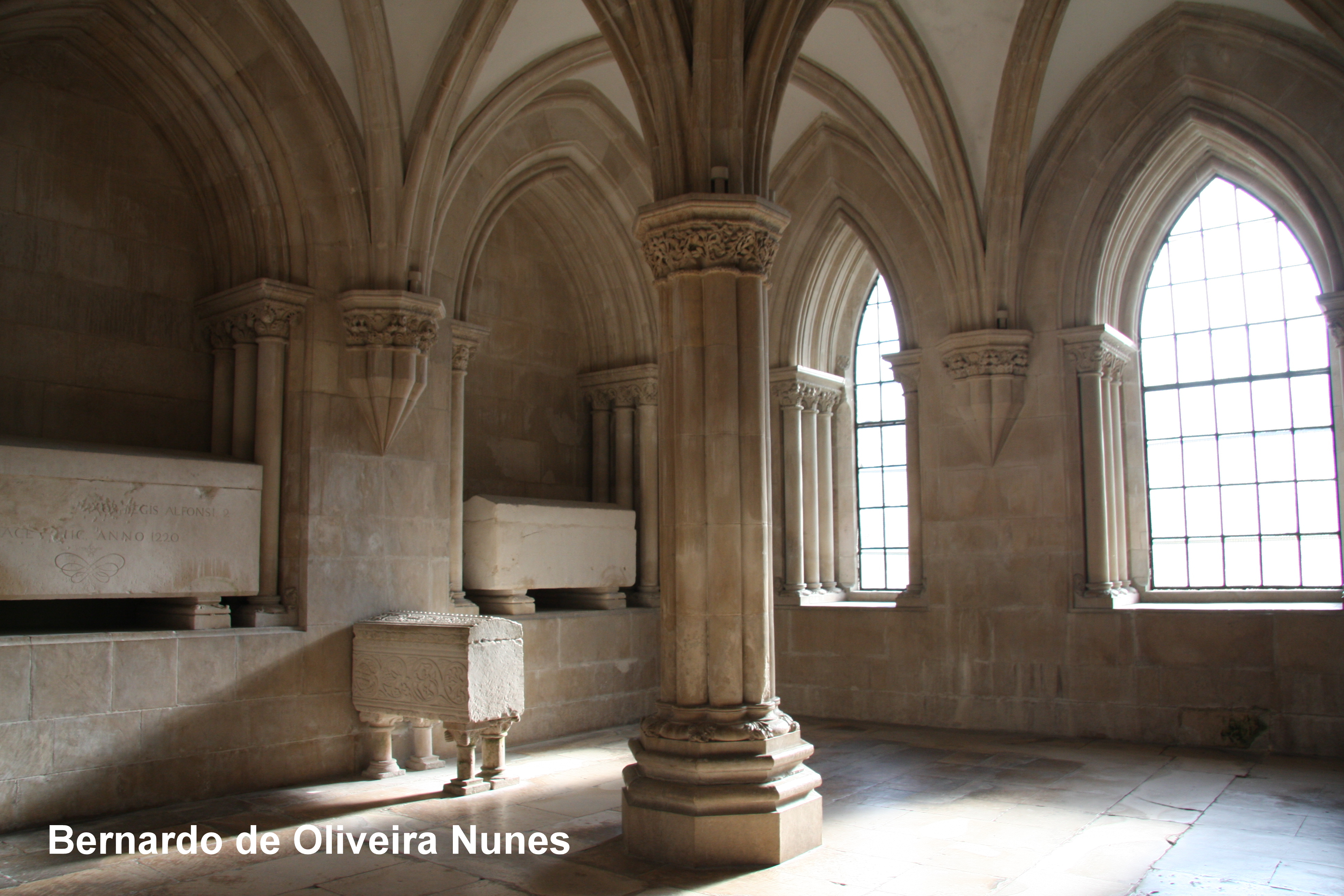
interiér královské krypty
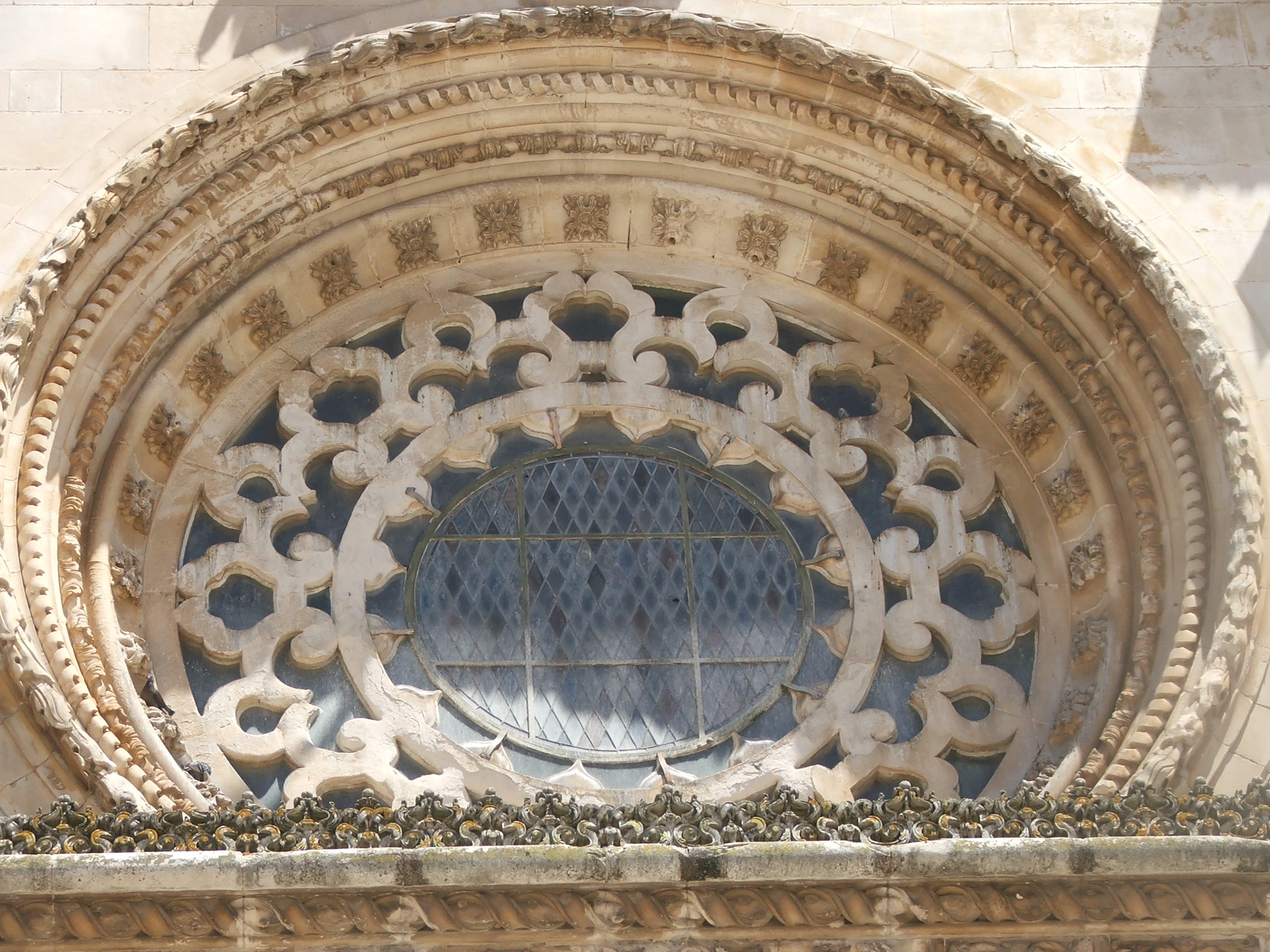
detail zdobení fasády